# Élie Blanchard
Pour les articles homonymes, voir Blanchard.
Élie Blanchard est un érudit et précepteur français, membre de l'Académie royale des inscriptions et belles-lettres, né à Langres le 8 juillet 1672, et mort le 17 février 1756 .

## Biographie
Élie Blanchard a perdu son père à l'âge de quatre ans, marchand de Langres, lui laissant pour seule fortune les économies de sa mère. Il a fait ses études au collège des Jésuites de Langres où il a rencontré Nicolas Mahudel qui a été son collègue à l'Académie des inscriptions et belles-lettres, et François Oudin, qui a été ensuite un Jésuite professeur de rhétorique à Dijon. Après avoir terminé ses études de philosophie, à 16 ans, il a quitté Langres pour Dijon. À Dijon, il a rencontré un ecclésiastique, M. Quillot, qui lui a enseigné le grec.
Le président du Grand Conseil, M. Joly de Blaisy, étant de Dijon, il s'y rendait une partie de l'année et confiait à M. Blanchard l'éducation de ses deux fils. Il parla de M. Blanchard, qui avait alors 24 ans, à M. de Niert, valet de chambre du roi, pour élever son fils. Pendant cette période, M. Blanchard a pris des degrés en droit et a été reçu avocat au parlement. M. de Niert a présenté M. Blanchard au maréchal de Villeroy pour instruire ses petits-fils, le marquis de Villeroy et le marquis d'Alincourt.
En 1711, il est reçu élève de M. Dacier dans l'Académie royale des inscriptions et belles-lettres, puis associé en 1714, et a succédé en 1727 à M. Boivin le cadet comme pensionnaire.
À partir de 1709 ou 1710, il a été associé à une charge de payeur des rentes, jusqu'à ce qu'elle soit supprimée, en 1717. Il s'est alors consacré à des exercices de piétés, à ses études et aux secours aux pauvres.

## Publications
- Mémoire sur les animaux respectés en Égypte, dans mémoires de l'Académie royale des inscriptions et belles-lettres, tome 9, 1736.
- Discours sur les sybarites, dans mémoires de l'Académie royale des inscriptions et belles-lettres, tome 9, 1736.
- Recherches sur la ville de Mégare en Achaïe, dans mémoires de l'Académie royale des inscriptions et belles-lettres, tome 16, 1751.

### Biographie
- Éloge de M. Blanchard, dans Histoire de l'Académie royale des inscriptions et belles-lettres, Imprimerie royale, Paris, 1761, tome 27, p. 251-253 (lire en ligne)
- Nicolas Lenglet Dufresnoy, Tablettes chronologiques de l'histoire universelle sacrée et prophane, ecclésiastique et civile, depuis la création du Monde jusqu'en 1762, chez De Bure père, Paris, 1763, tome 2, p. 757 (lire en ligne)
- Biographie universelle ancienne et moderne, A. Thoisnier Desplaces éditeur, Paris, 1843, tome 4, Ber-Bon, p. 411 (lire en ligne)